# Rhaebo guttatus
Rhaebo guttatus es una especie de anfibio anuro de la familia Bufonidae.

## Distribución geográfica
Esta especie se encuentra entre los 50 y 860 m de altitud en la Amazonia:
- en Brasil;
- en Guyana;
- en Surinam;
- en Guayana Francesa;
- en Venezuela;
- en Colombia;
- en Ecuador;
- en Perú;
- en Bolivia.[5]

## Descripción
El macho mide de 13 a 15 cm, y la hembra 25 cm.

## Alimentación
Este sapo se alimenta de insectos y pequeños mamíferos, que caza en el suelo de los bosques tropicales.

## Publicación original
- Schneider, 1799 : Historiae amphibiorum naturalis et literariae fasciculus primus, vol. 1[6]

## Galería de imágenes

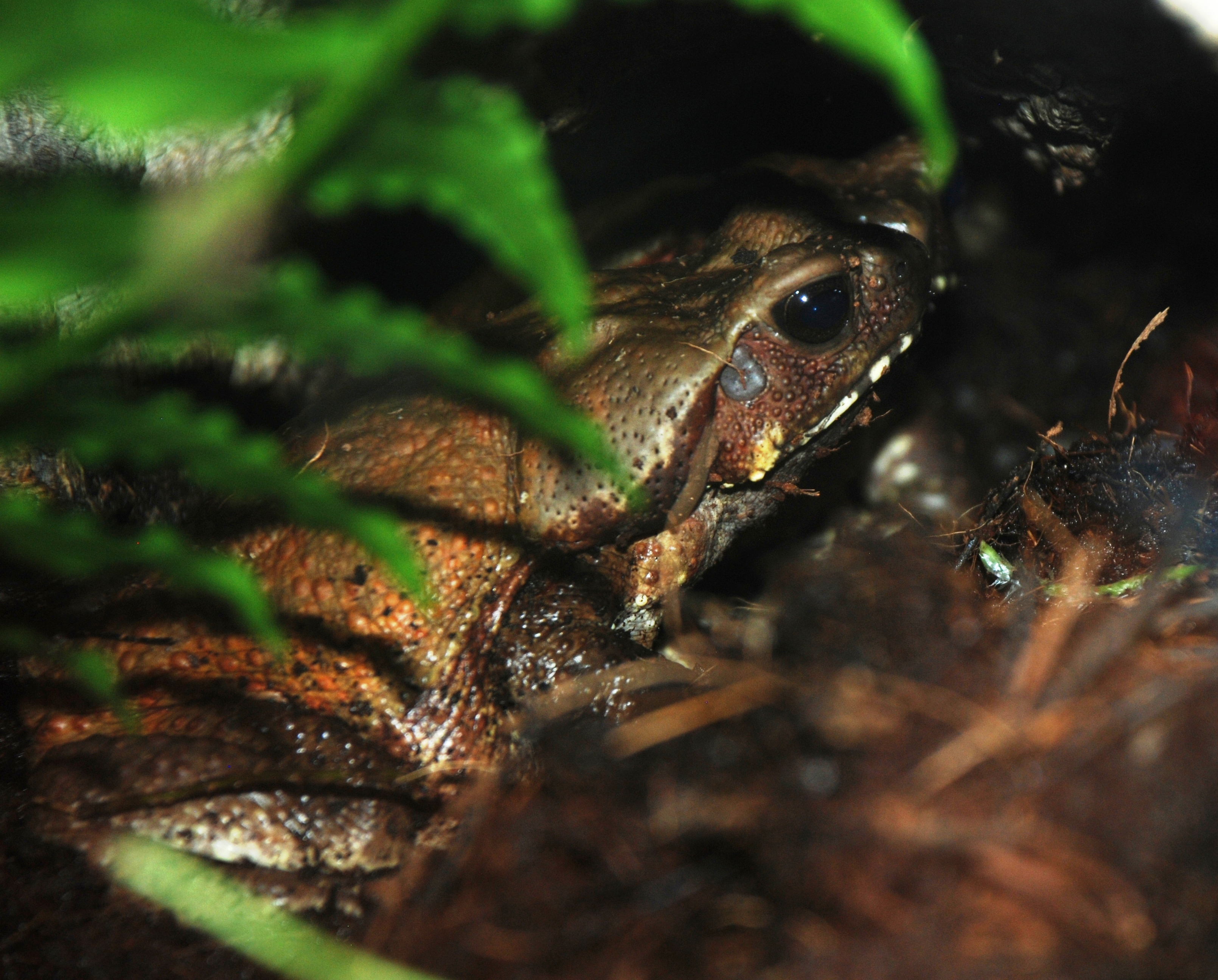
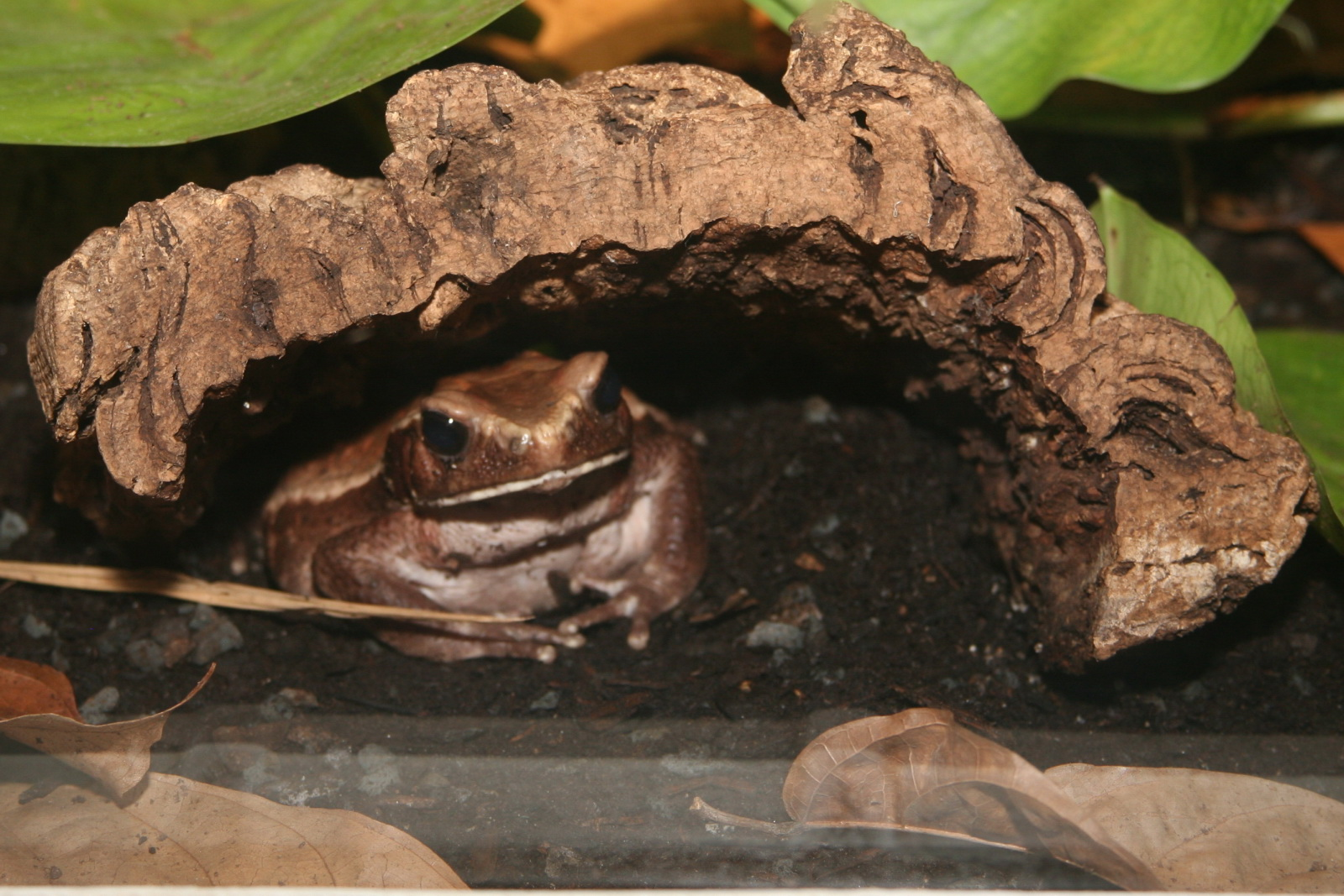